# Ристо Бошковић
Ристо Бошковић (Орја Лука, код Даниловграда, 1825. — Орја Лука, код Даниловграда, 1903), свештеник, сенатор, црногорски војвода. Рођен у брдском племену Бјелопавлићи. Са осамнаест година убио је Малић-агу из Спужа. Школовао се у манастиру Острог. Постао је свештеник 1839. године када га је Његош запопио. Оженио се Јаном Петровић, сестром књаза Данила. 
Учествовао је у припремању атентата на књаза Данила. Организовао је устанак 1854. године. Из утврђеног Острога позвао је на општи отпор, међутим устанак је сурово угашен. Као реакција на његов отпор и непослушност куће Бошковића су попаљене. Морао је да се склони код Осман-паше у Скадар, али је касније изгладио односе са књаз Данилом који га је именовао за војводу. Изабран је и за сенатора 1861. Био је у штабу књаза Николе у вријеме црногорско-турског рата 1876 — 1878. год. 
Био је незадовољан владавином књаза Николе па је, осамдесети година, са угледним војводама Марком Миљановим, Шаком Петровићем, Лакићем Војводићем и другима, основао тајно удружење које се супростваљало аутократској владавини књаза Николе, а борило се за демократију, слободе и уставна права. Године 1882. поднио је оставку на положај сенатора. 
При крају живота скупљао је народне умотворине. На основу народне традиције написао је је етнографско-историјску хронику Историјске приче из повјеснице племена Бјелопавлића.